# Schulmann (Pädagoge)
Schulmann war im 19. Jahrhundert die Bezeichnung für einen Pädagogen, der sich nicht nur als Lehrer betätigt, sondern sich auch mit den politischen, rechtlichen, verwaltungstechnischen usw. Grundlagen des Schulwesens beschäftigt.

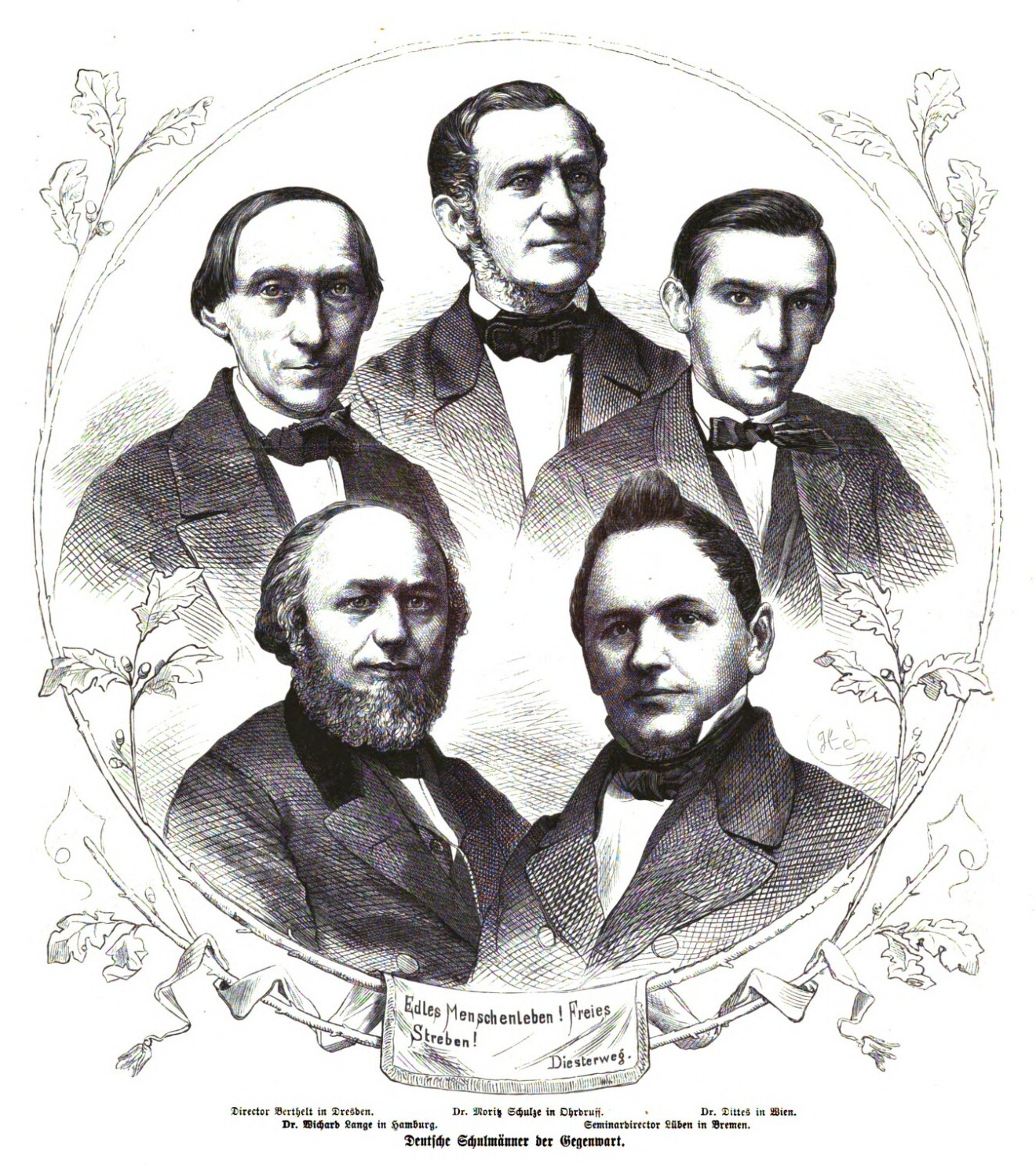
Abbildung deutscher Schulmänner in der Illustrirten Zeitung aus dem Jahre 1869; von links nach rechts/oben nach unten: August Berthelt, Adolf Moritz Schulze, Friedrich Dittes, Wichard Lange und August Lüben